# 科捷利尼基站
科捷利尼基站（羅馬化：Kotelniki）是莫斯科地鐵塔甘卡－紅普列斯尼亞線的一個車站，開通於2015年9月21日，是塔甘卡－紅普列斯尼亞線東端的起點車站。車站位於莫斯科州的科捷利尼基，也是莫斯科地鐵第二個位於莫斯科州的車站。